# Saison 1 de L'Exorciste
Chronologie
Saison 2 : The Next Chapter
Cet article présente la liste des épisodes de la première saison de la série télévisée semi-anthologique américaine L'Exorciste (The Exorcist).

## Généralités
- Aux États-Unis, la saison a été diffusée entre le 23 septembre 2016 et le 16 décembre 2016 sur le réseau Fox.
- Au Canada, elle a été diffusée en simultanée sur le réseau CTV[1].
- Au Québec, elle a été diffusée entre le 24 avril 2017 et le 26 juin 2017 sur AddikTV.
- En France, elle a été diffusée entre le 3 mai 2017 et le 31 mai 2017 sur Série Club.
- Elle reste pour le moment inédite en Belgique où elle sera diffusée sur Plug RTL.
- La saison est inédite en Suisse.

## Distribution

### Acteurs principaux
- Alfonso Herrera (VF : Benjamin Pascal) : Père Tomas Ortega
- Ben Daniels (VF : Éric Herson-Macarel) : Père Marcus Keane
- Hannah Kasulka (VF : Ludivine Maffren) : Casey Rance
- Brianne Howey (VF : Claire Baradat) : Katherine « Kat » Rance
- Kurt Egyiawan (VF : Jean-Michel Vaubien) : Père Bennett
- Alan Ruck (VF : Laurent Morteau) : Henry Rance
- Geena Davis (VF : Annie Le Youdec) : Angela Rance / Regan MacNeil

### Acteurs récurrents
- Robert Emmet Lunney (VF : Patrick Borg) : Pazuzu
- Sharon Gless (VF : Michelle Bardollet) : Chris MacNeil
- Deanna Dunagan (VF : Julie Carli) : Mère Bernadette
- Kirsten Fizgerald (VF : Pascale Jacquemont) : Maria Walters
- Mouzam Makkar (VF : Laëtitia Lefebvre) : Jessica
- Brad Armacost (VF : Jean-Jacques Nervest) : Archevêque Egan
- Melissa Russell (VF : Cécile Marmorat) : Tara
- Francis Guinan (VF : Jean-Pierre Moulin) : Frère Simon d'Aquinas
- Tim Hopper (en) (VF : Denis Laustriat) : Superintendant Jaffrey
- Torrey Hanson (VF : Claude Larry) : Cardinal Guillot
- Keira Naughton (VF : Gaëlle Savary) : Cherry Rego
- Ken Marks (VF : Michel Voletti) : Lester Rego

### Invités
- Camille Guaty : Olivia Ortega (épisode 1)
- Bruce Davison : Le Pape Sebastian (épisode 10)

## Épisodes

### Épisode 1:Chapitre 1: Et que mon cri parvienne jusqu'à toi
- États-Unis /  Canada : 23 septembre 2016 sur Fox[2] / CTV
- Québec : 24 avril 2017[3] sur AddikTV[4]
- France : 3 mai 2017[5] sur Série Club[6]

- États-Unis : 2,85 millions de téléspectateurs[7] (première diffusion)

- Camille Guaty (Olivia Ortega)
- Francis Guinan (Frère Simon d'Aquinas)
- Matthew Velasquez (Luis Ortega)
- Isaas Linares (Gabriel)
- Anna Maria Alvarez (Helena)
- Ann Whitney (Madame Finley)
- Melissa Russell (Tara)

Mexico, dix-huit mois auparavant : le père Marcus Keane est appelé au chevet de Gabriel, un petit garçon possédé par un esprit démoniaque en pleine nuit. Chicago, de nos jours : le père Tomas Ortega, officiant dans la paroisse de Saint Anthony à Chicago, est un prêtre moderne qui aide du mieux qu'il peut ses concitoyens tout en essayant de trouver des fonds pour la rénovation de son église. L'une d'entre eux, Angela Rance, est persuadée qu'une présence rôde dans sa maison. Elle a fait l'expérience de phénomènes inhabituels : des chaises qui bougent toutes seules, des livres sortant des étagères, des voix à travers les murs. Elle confie au prêtre que sa fille Katherine n'est plus la même depuis l'accident de voiture qu'elle a vécu et qui a coûté la vie à son amie. Alors que les deux adultes discutent dans le bureau de l'homme d'Église, un corbeau brise la fenêtre et meurt en souillant de son sang la bible du père Ortega. Le jeune ecclésiastique fait toujours le même rêve : le père Keane tentant de sauver un enfant possédé mais ce dernier meurt le cou brisé.
Tomas rend visite à Katherine. Bien qu'un peu renfermée, l'adolescente semble normale. Après avoir dîné avec la famille, le prêtre part après avoir discuté avec Henry, le père de famille, qui lui donne une adresse. Après des recherches sur Internet, il retrouve la trace du père Keane dans une maison de retraite. Il lui fait part de son rêve. Marcus ne semble pas surpris et lui conseille de tout oublier. Il révèle au jeune prêtre qu'il est manipulé par des forces qui le dépassent. De retour à Chicago, le père Ortega fait part des doutes qui l'assaillent à Angela.
- Lors de la scène de recherche sur internet, le père Ortega regarde une photo des escaliers de la maison de Georgetown. Il est dit que deux morts sont survenues sur le lieu de l'exorcisme. Elle est issue du film de William Friedkin.
- Cet épisode réalise la meilleure audience de la saison.

### Épisode 2:Chapitre 2: Lupus in fabula
- États-Unis /  Canada : 30 septembre 2016 sur Fox / CTV
- Québec : 1er mai 2017 sur AddikTV
- France : 3 mai 2017 sur Série Club

- États-Unis : 1,98 million de téléspectateurs[8] (première diffusion)

- Robert Emmet Lunney (L'homme élégant)
- Mouzam Makkar (Jessica)
- Brad Armacost (Archevêque Egan)
- Griffin Kane (Marcus jeune)
- Kirsten Fitzgerald (Maria Walters)

Flashback dans le passé : un groupe d'enfants est réuni dans un souterrain par des prêtres. L'un des hommes d'Église demande à l'un des jeunes d'aller voir un pauvre hère attaché par des chaînes dans un couloir sans lumière. Il est possédé et le jeune garçon commence à l'exorciser. Retour dans le présent : le père Marcus Keane lit son journal personnel dans un bus. Chez les Rance, les signes de possession de Casey sont de plus en plus nombreux. Alors qu'Angela descend à la cuisine en pleine nuit, elle entend la voix du démon à travers sa fille. Elle filme la scène avec sa tablette numérique et envoie le film au père Tomas. Ce dernier va voir l'archevêché afin de demander un exorcisme mais son supérieur hiérarchique ne veut rien entendre et conseille que la jeune fille suive une thérapie. Entre-temps, le père Keane est arrivé à Chicago chez Ortega.
Casey durant un match de crosse utilise ses pouvoirs pour blesser à la jambe l'une de ses adversaires. Elle fait signe à un homme élégant qui l'aperçoit des tribunes. Alors que le père Tomas organise un repas pour les nécessiteux dans son église avec l'aide de quelques paroissiens dont les filles d'Angela et d'Henry, la mère de famille vole de l'eau bénite. Marcus fait sa connaissance à cette occasion et l'aide dans sa démarche. Le prêtre en profite pour se mêler avec les SDF et prendre contact avec Casey. L'un des SDF s'approche de la jeune fille en tenant un discours étrange, il veut la toucher mais est empêché par Keane. L'homme le reconnaît et lui donne le bonjour. Il tient le même langage que l'homme possédé du couloir trente ans plus tôt. Marcus le suit et trouve l'endroit où il se cache avec d'autre possédés. Une camionnette blanche s'éloigne au moment où le prêtre s'approche d'une tente de fortune. Une possédée en sort. Marcus tente en vain de la délivrer : elle part en laissant l'homme sans voix.

### Épisode 3:Chapitre 3: Le démon
- États-Unis /  Canada : 7 octobre 2016 sur Fox / CTV
- Québec : 8 mai 2017 sur AddikTV
- France : 10 mai 2017 sur Série Club

- États-Unis : 1,954 million de téléspectateurs[9] (première diffusion)

- Robert Emmet Lunney (L'homme élégant)
- Kirsten Fitzgerald (Maria Walters)
- Brad Armacost (Archevêque Egan)
- Bryce Gangel (Fallon)
- Torrey Hanson (Cardinal Guillot)
- Charlotte Thomas (Julia Clark)

Cinq mois auparavant, Kat a un accident de voiture qui coûte la vie à son amie alors qu'elle essayait d'éviter un homme en costume sur la route. De nos jours, Kat et sa sœur Casey font du shopping à l'occasion du mémorial en l'honneur de Julia Blake. L'homme élégant refait surface à conseille à Casey de voler une robe sexy. Henry, de plus en plus inquiet pour la santé de sa fille demande l'aide du père Ortega. Angela, de son côté, organise la rencontre d'une délégation internationale de prêtres pour la venue du Pape à Chicago. Pour l'occasion, le père Bennett vient avec le Cardinal Guillot. Alors qu'Ortega donne son point de vue sur la venue du Saint-Père, un homme s'immole par le feu en face du bâtiment. Les hommes d'église sont choqués. Marcus se rend chez les Rance pour visiter la chambre de Casey afin de mieux cerner sa personnalité.
Ortega organise une séance avec Casey et le père Keane afin de dévoiler au grand jour le démon. Pour cela, il filme tout avec un caméscope. Il lui pose des questions et lui fait passer des tests, sans réel succès. Keane prend alors la relève et fait monter la pression chez la jeune fille en lui montrant une boîte à musique prise dans sa chambre : l'homme élégant refait son apparition et la jeune fille, de nouveau possédée, déchaîne ses pouvoirs en parlant une langue étrangère. Ortega, stupéfait filme la scène. Plus tard le film est dévoilé à l'archevêque Egan et au père Bennett. Ce dernier annonce à Marcus qu'il est excommunier en lui montrant les papiers officiels. Marcus, persuadé que Casey n'est pas la seule à être sous l'emprise du démon mais que d'autres personnes sont aussi dans le même cas est mis à la porte de l'église. Maria Walters, dont l'influence sur l'archevêché de Chicago est importante convoque Ortega pour lui faire un chèque de 100 000 dollars. L'homme de foi sait que la femme d'affaires ne fait pas cela gratuitement : son mari mourant aime sa ville et veut que le prêtre fasse son possible pour sauver Chicago et ses âmes perdues. Les Rance sont à un spectacle de danse organisée par la compagnie de ballet de Kat mais Casey se sent mal et sort. Son père l'accompagne.
- Lorsque le père Bennett s'adresse au Cardinal Guillot, les deux acteurs parlent en français dans la version originale.
- On peut également noter qu'à la fin de l'épisode, Casey fait pipi par terre ce qui est une référence au film puisque Reagan fait de même dans le film.

### Épisode 4:Chapitre 4: La fête mobile
- États-Unis /  Canada : 14 octobre 2016 sur Fox / CTV
- France : 10 mai 2017 sur Série Club
- Québec : 15 mai 2017 sur AddikTV

- États-Unis : 1,969 million de téléspectateurs[10] (première diffusion)

- Robert Emmet Lunney (L'homme élégant)
- Deanna Dunagan (Mère Bernadette)
- Mouzam Makkar (Jessica)
- Kirsten Fitzgerald (Maria Walters)
- Keira Naughton (Cherry Rego)
- Ken Marks (Lester Rego)
- Matthew Velasquez (Luis Ortega)
- Melissa Russell (Tara)

Casey fait un cauchemar où l'homme élégant apparaît et lui ordonne de l'accepter et de dire "oui" à son pouvoir mais la jeune fille s'y refuse : elle est internée dans le service psychiatrique de l'hôpital central de Chicago. Pendant ce temps, Keane continue ses visites chez les connaissances du père Bennett. Il rend visite au Couvent de Notre Dame de la Pitié tenu par la Mère Bernadette et assiste à un exorcisme particulier d'un possédé. La religieuse se fait frapper, elle l'accueille dans ses bras en lui pardonnant ses pêchés. L'état de plus en plus aggravé de Casey met les médecins face à leurs doutes. Angela fait appel au père Ortega pour l'aider au plus vite. Il décide de rendre visite à Maria Walters afin de faire pression sur l'église pour faire revenir Keane.
À Chicago, Marcus continue sa tournée et le couple Rego qui dirige la visite des endroits les plus glauques dans leur bus surnommé La Fête Mobile est sa seconde visite. Ils ont accumulé des informations par le biais des journaux mais aussi d'autres documents que la ville est le centre des forces du mal et qu'un événement dramatique est sur le point de se produire. Une cérémonie avec les organes prélevés sur les victimes des dernières tueries est à la base de tout. Casey, en traitement est sur le point de faire ce que veut l'homme élégant pour sauver une infirmière que ce dernier étrangle. C'est alors que sa mère fait irruption dans la chambre et éloigne l'esprit maléfique. Ortega annonce à Angela qu'officiellement il ne peut rien faire mais qu'il à une autre alternative pour aider Casey. Marcus retourne voir Mère Bernadette afin qu'elle lui enseigne son savoir : il parvient à délivrer un homme du mal.

### Épisode 5:Chapitre 5: Par ma très grande faute
- États-Unis /  Canada : 21 octobre 2016 sur Fox / CTV
- France : 17 mai 2017 sur Série Club
- Québec : 22 mai 2017 sur AddikTV

- États-Unis : 1,87 million de téléspectateurs[11] (première diffusion)

- Sharon Gless (Chris MacNeil)
- Robert Emmet Lunney (L'homme élégant)
- Mouzam Makkar (Jessica)
- Tim Hopper (Superintendant Jaffrey)

Alors qu'une terrible tempête se prépare sur Chicago, Casey toujours sous l'emprise du démon révèle à l'oreille de son père un secret. Henry sort de la chambre et observe curieusement sa femme. Peu après, Keane et Ortega commencent l'exorcisme avec difficulté. Le démon prenant plusieurs apparences et voix dont celle de la grand-mère d'Ortega. Kat qui ne comprend pas ce qui se passe s'inquiète et préférerait que ses parents appellent la police. Alors que Keane sort de la chambre, épuisé, Ortega entend la voix de Jessica, la femme mariée pour qui il a des sentiments qu'il refoule. Le démon prend l'apparence de la jeune femme faisant succomber le prêtre à la tentation. Avant l'inévitable, Keane réapparaît et demande à Ortega de ne plus entrer la voir. Le jeune prêtre, désorienté, ne sachant plus quoi faire se rend chez la véritable Jessica et couche avec elle.
Keane sur le point de réussir à faire sortir l'esprit du mal du corps de la jeune fille est interrompu par les forces de police qui arrêtent l'homme d'église pour voie de fait. Kat qui les a appelés constate en regardant par la fenêtre que sa sœur, qui retire le masque à oxygène de sa bouche, esquive un sourire. Elle comprend qu'elle a commis une erreur. Pendant son transport à l'hôpital, l'ambulance implose et Casey sort laissant derrière elle les ambulanciers morts atrocement mutilés. Le père Bennett fait sortir de prison Marcus qui a deviner ce qui va se passer : la venue de l'ange déchu sur Terre.
- Cet épisode fait directement le lien entre la série et le premier film, notamment avec le célèbre plan du prêtre devant la maison avec la lumière émanant des fenêtres. La mère de Regan remplaçant le père Merrin dans ce cas.

### Épisode 6:Chapitre 6: Étoile du matin
- États-Unis /  Canada : 4 novembre 2016 sur Fox / CTV
- France : 17 mai 2017 sur Série Club
- Québec : 29 mai 2017 sur AddikTV

- États-Unis : 1,83 million de téléspectateurs[12] (première diffusion)

- Sharon Gless (Chris MacNeil)
- Mouzam Makkar (Jessica)
- Francis Guinan (Frère Simon d'Aquinas)
- Kirsten Fitzgerald (Maria Walters)
- Ken Marks (Lester Rego)
- Keira Naughton (Cherry Rego)
- Tim Hopper (Superintendant Jaffrey)
- Michael Patrick Thornton (Docteur John Rexroth)
- James Vincent Meredith (Détective Lawrence)
- Chaon Cross (Casey en cauchemar)

Flashback dans les années 70 à San Diego : Regan et Chris MacNeil participent à un talk show où la mère présente un livre qu'elle a écrit sur les événements survenus à Georgetown. L'adolescente ressent une gêne d'apparaître et d'expliquer ce qui lui est arrivé. Le présentateur lui confie qu'elle devra vivre le reste de sa vie avec ce secret pesant. De nos jours, Chris aide sa fille Regan et la famille Rance à retrouver Casey. Le père Ortega utilise toutes les ressources dont il dispose : l'église ainsi que les paroissiens volontaires pour retrouver la trace de la jeune fille. Des bénévoles parcourent la ville avec des affiches et une offre de rançon de 100 000 dollars est offerte pour quiconque apportera des informations. Le père Keane ainsi que le Père Bennett continuent leurs investigations avec le couple Rego sur les activités des "Frères de L'Ascension". Les Rego ont découvert que la fameuse camionnette blanche leur appartenait via une compagnie, Tattersal Landscaping, et que Maria Walters faisait partie de leur appui à Chicago.
Keane annonce à Angela que Casey n'a probablement plus aucune chance d'être guérie et compare sa possession à un virus. Maria invite Ortega à l'une des réunions des "Fères de L'Ascension" mais ce dernier refuse car il est trop occuper à retrouver Casey. Le père Bennett s'invite à la soirée mais repart très vite après avoir écouté l'un des invités : un professeur d'université, John Rexroth, prêchant les bienfaits des anges rebelles, dont Lucifer. Le chef de police, le superintendant Jaffrey, fait une annonce publique pour retrouver Casey mais est interrompu par l'appel de détresse d'une femme qui demande que la lumière soit faite sur le meurtre des neuf habitants assassinés.
- L'épisode n'a pas été diffusé sur la chaîne le 28 octobre 2016 pour cause de Baseball. Fox, par contrat étant chargée de diffuser le MLB World Series, le match Chicago Cubs / Cleveland Indians [13] a remplacé la série.
- On peut noter qu'une scène culte du film L'Exorciste est reprise dans cet épisode : la scène de l'araignée (comme Reagan dans les escaliers)

### Épisode 7:Chapitre 7: Le Père du mensonge
- États-Unis /  Canada : 11 novembre 2016 sur Fox / CTV
- France : 24 mai 2017 sur Série Club
- Québec : 5 juin 2017 sur AddikTV

- États-Unis : 1,61 million de téléspectateurs[14] (première diffusion)

- Sharon Gless (Chris MacNeil)
- Mouzam Makkar (Jessica)
- Francis Guinan (Frère Simon d'Aquinas)
- Deanna Dunagan (Mère Bernadette)
- Kirsten Fitzgerald (Maria Walters)
- Brad Armacost (Archevêque Egan)
- Tim Hopper (Superintendant Jaffrey)

Le père Ortega célèbre la messe dans son église à l'intention de Casey devant sa famille et de nombreux paroissiens. Un portrait géant de la jeune fille est placé devant l'autel. Flashback neuf jours avant : Ortega et Keane amènent Casey au monastère de Mère Bernadette afin de la délivrer du démon. Son état se détériore et inquiète fortement Ortega qui demande à Kean de prévenir sa famille. Marcus refuse et demande à ce qu'Ortega mente aux proches.
Les Rance qui subissent la pression des médias et du public sont interviewés par une journaliste opportuniste qui utilise les événements de Georgetown pour faire monter l'audience. La famille Rance arrête immédiatement l'entretien. Le père Bennett qui poursuit son enquête sur "Les Frères de L'Ascension" retrouve la trace du fameux camion blanc dans un entrepôt abandonné et affronte deux des tueurs qui ont éliminé les habitants des quartiers pauvres. Il fait aussi une découverte macabre : les corps de plusieurs personnes égorgées dans une pièce frigorifiée. Après avoir réussi à les neutraliser, il exorcise le dernier tueur. Ortega ne parvient pas à aider Keane à délivrer la jeune fille. Cette dernière le mord à la main.
- Cet épisode réalise la plus faible audience de la saison.

### Épisode 8:Chapitre 8: Le saut de l'ange
- États-Unis /  Canada : 18 novembre 2016 sur Fox / CTV
- France : 24 mai 2017 sur Série Club
- Québec : 12 juin 2017 sur AddikTV

- États-Unis : 1,67 million de téléspectateurs[15] (première diffusion)

- Sharon Gless (Chris MacNeil)
- Mouzam Makkar (Jessica)
- Deanna Dunagan (Mère Bernadette)
- Robert Emmet Lunney (L'Homme élégant)
- Keira Naughton (Cherry Rego)
- Ken Marks (Lester Rego)
- Chaon Cross (Casey possédée)
- James Vincent Meredith (Détective Lawrence)
- Andrew Rothenberg (Jim)
- Torrey Hanson (Cardinal Guillot)

L'exorcisme de Casey continue au Couvent de Mère Bernadette. Les journalistes et la foule devant l'établissement sont de plus en plus nombreux. La femme d'église sort sur les escaliers et demande au Détective Lawrence de faire évacuer les gens mais il répond qu'il ne peut rien faire sauf si elle le laisse entrer pour voir ce qu'il se passe. Elle lui refuse l'entrée à moins de présenter un mandat de perquisition. Le père Bennett qui se trouve avec le couple Rego soigne ses blessures puis part rejoindre le Cardinal Guillot, qui doit préparer la venue du Pape à Chicago. Anonymement, il donne l'adresse de l'entrepôt de Bronzeville. Il informe le Cardinal Guillot que Tattersal Landscaping est directement impliquée dans un complot contre le Saint Père ainsi que six membres de la commission Papale dont Maria Walters, le chef Jaffrey et Simon de St Aquinas. Guillot lui répond qu'il ne faut dorénavant faire confiance à personne et que les satanistes ont peut-être des espions infiltrés partout. La police débarque chez l'un des tueurs que Bennett avait affronté précédemment. Il se suicide en se tirant une balle dans la tête.
Alors qu'Angela aide Ortega et Keane à libérer sa fille, Casey sous l'emprise du démon la dévisage. Elle se retrouve trente ans en arrière dans la cave de sa maison de Washington. Angela s'observe elle-même adolescente en train de faire fonctionner une Ouija. L'Homme élégant apparaît devant elle. Angela le reconnaît : il s'agit du photographe du Zoo où elle s'était promener quand elle avait six ans. Il est l'esprit du démon et n'a qu'une envie : la retrouver. Le rite pour libérer Casey marche et la jeune fille est finalement libérée. Ortega la sort du monastère devant les passants éberlués et le détective chargé de la retrouver. Avec Angela, ils se rendent à l'hôpital pour soigner les plaies de l'adolescente. Le père Bennett qui se trouve en limousine avec Guillot est assassiné par les hommes de main du Cardinal. Ils l'étouffent avec un sac en plastique. Plus tard, Keane et Ortega savourent une bière dans un bar après leur victoire. Ortega laisse Keane seul. Ce dernier regarde les informations télévisées et apprend qu'un complot contre le Pape est dévoilé publiquement. Il sent qu'un danger se prépare lorsqu'il reconnaît le visage du tueur suicidé. Il s'agit du SDF qu'il avait déjà rencontré et qui était possédé par le démon. Il va voir les Rego. Ils essayent en vain de contacter Bennett mais le téléphone sonne dans le vide.
- Alors qu'ils attendent au dehors de la pièce où a lieu l'exorcisme de Casey, Angela, Henry et Katherine discutent avec Chris et cette dernière cite le Père Merrin. Henry ironise en se disant où pourrait-il bien se trouver.
- Dernière apparition de Chris MacNeil.
- Dans la version originale, Bennett parle en français au Cardinal Guillot.

### Épisode 9:Chapitre 9: 162
- États-Unis /  Canada : 9 décembre 2016 sur Fox / CTV
- France : 31 mai 2017 sur Série Club
- Québec : 19 juin 2017 sur AddikTV

- États-Unis : 1,66 million de téléspectateurs[16] (première diffusion)

- Mouzam Makkar (Jessica)
- Deanna Dunagan (Mère Bernadette)
- Francis Guinan (Frère Simon d'Aquinas)
- Robert Emmet Lunney (L'Homme élégant)
- Keira Naughton (Cherry Rego)
- Ken Marks (Lester Rego)
- Kirsten Fizgerald (Maria Walters)
- James Vincent Meredith (Détective Lawrence)
- Tim Hopper (Superintendant Jaffrey)
- Brad Armacost (Archevêque Egan)

La police arrive après la mort de Madame MacNeil. Alors que le détective Lawrence essaye d'éclaircir les faits en interrogeant Angela, le chef Jaffrey prend la main de la mère de famille et ressent le pouvoir de Pazuzu. Il interrompt l'enquêteur dans son interrogatoire et fait partir les policiers. Marcus, après être sorti de prison rejoint les époux Rego. Ces derniers l'informent des derniers événements : il semblerait que les « Frères de l'Ascension » préparent quelque chose d'important. Ils se réunissent dans l'hôtel que dirige Angela. Keane est persuadé qu'ils sont au courant de leur existence à cause du père Bennett. Pendant ce temps, Angela est allée rechercher Casey à l'hôpital pour passer un repas en famille avec le père Ortega. Alors qu'Angela, toujours sous l'influence du démon, sort en prétextant une réunion à l'hôtel, Henry confie qu'il a des messages qu'ils lui parviennent avec le même numéro en tête : 162. Le prêtre ne sait pas à quoi correspond ce chiffre. Devant l'hôtel, Lester prend en photo le frère Simon qui lui jette un regard malveillant. Le privé demande à sa femme de partir.
Le frère Simon, Maria et Jaffrey font une réunion dans les sous-sols de l'hôtel avec des recrues de Saint Aquinas. Angela apparaît et demande à faire une action d'éclat au Couvent de Notre Dame de la Pitié. Le père Ortega est promu dans une plus grande église, Saint Bridges, mais il devra abandonner sa congrégation. Il refuse mais l'archevêque l'oblige à prendre la place quand même. Keane vient rendre visite à Ortega et lui annonce qu'il va quitter la ville. Au même moment, il reçoit un mms avec le visage de Simon. Il quitte le prêtre pour aller voir les Rego et constate qu'ils ont été abattus sommairement. Marcus prend une arme et des munitions et se rend au Couvent de Notre Dame de la Pitié pour voir Mère Bernadette. Là encore, il ne peut rien faire : Angela est passée avant lui et a tué la sœur ainsi que les autres nonnes. Chez les Rance, l'attitude de plus en plus suspecte d'Angela fait se poser des questions à Casey qui surveille sa mère caresser sa sœur endormie. Henry est aussi témoin du comportement effrayant de sa femme lorsque cette dernière essaie de l'étrangler alors qu'elle le drague. Tapis dans l'ombre, Keane voit la réunion des notables se finir avec le départ du Cardinal Guillot accompagné du frère Simon.
- L'épisode n'a pas été diffusé le 25 novembre 2016 pour cause de Thanksgiving et a été remplacé par une rediffusion du premier épisode de la seconde saison de Lucifer[17]. Il n'a pas non plus été diffusé le 2 décembre 2016 pour cause de football américain du PAC-12 Football Championship avec le match Colorado contre Washington.
- Dernière apparition des époux Rego et de la Mère Bernadette.

### Épisode 10:Chapitre 10: Trois chambres
- États-Unis /  Canada : 16 décembre 2016 sur Fox / CTV
- France : 31 mai 2017 sur Série Club
- Québec : 26 juin 2017 sur AddikTV

- États-Unis : 1,75 million de téléspectateurs[18] (première diffusion)

- Bruce Davison (Le Pape Sebastian)
- Robert Emmet Lunney (L'Homme élégant / Pazuzu)
- Francis Guinan (Frère Simon d'Aquinas)
- Mouzam Makkar (Jessica)
- Kirsten Fitzgerald (Maria Walters)
- Tim Hopper (Superintendant Jaffrey)

Le père Ortega est violemment projeté vers le plafond par Pazuzu qui a pris possession du corps d'Angela. En tombant, il perd connaissance. Dans son inconscient, il est revenu dans la maison où il vivait au Mexique à l'âge de 6 ans. Il se retrouve confronté au démon qui a pris l'apparence du père Keane. Ce dernier le tourmente en lui faisant avouer ses pêchés. La mère de Tomas apparaît aussi. Le jeune prêtre commence peu à peu à perdre la raison. Dans la pièce, Angela est allé chercher un couteau de cuisine qu'elle lui remet entre les mains. Henry, Katherine et Casey sont à la merci de cette dernière qui leur fait faire un jeu morbide : Elle oblige Casey à blesser sa sœur au genou avec un marteau sinon elle tuera Henry en lui démembrant les bras. Finalement c'est Katherine elle-même qui se mutile pour éviter à sa jeune sœur de faire la basse besogne. Pendant ce temps, Marcus se réveille dans un entrepôt avec les disciples de Pazuzu menés par le frère Simon et Maria Walters. Il constate qu'à côté de lui se trouve le père Bennett qu'il croyait mort mais en fait est bien vivant. Simon les torture et essaie de changer la position de Keane afin qu'il rejoigne les Frères de l'Ascension mais il refuse. Simon prend des cendres et les éparpillent dans la pièce en invoquant son dieu et part avec ses disciples vers l'avenue centrale de Chicago où doit se tenir une cérémonie de bienvenue pour le Pape Sebastian.
- Bien que créditée en tant que vedette invitée, Mouzam Makkar n'apparaît pas dans cet épisode.
- Twist de dernière minute avec la réapparition du père Bennett que l'on croyait mort.